# Bobakindro
Bobakindro est une commune rurale malgache, située dans la partie centre-ouest de la région de Sava.